# Nir Felder

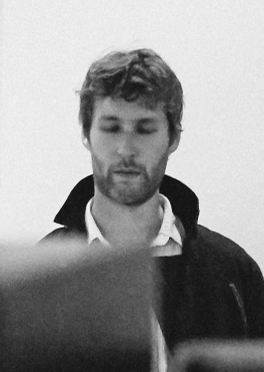
Nir Felder im Jahr 2016

Nir Felder (* 30. Dezember 1982 in New York City) ist ein US-amerikanischer Jazzgitarrist.

## Leben und Wirken
Felder wuchs in Katonah auf, eine Stunde nördlich von New York City, und studierte am Berklee College of Music. 2005 gewann er den Jimi Hendrix Award der Berklee Gitarren-Abteilung.
Mitte 2005 zog er zurück nach New York City. Seitdem arbeitete er u. a. mit Greg Osby (Nine Levels, 2008), Meshell Ndegeocello, Chuck Mangione, Jack DeJohnette, John Scofield, Cindy Blackman, Terri Lyne Carrington (Money Jungle: Provocative In Blue 2008), Mark Turner, Jason Moran, Dave Douglas, Brian Landrus, Ken Thomson, Roberto Gatto, Stanley Clarke, George Duke, Keyon Harrold und Rachel Eckroth. Neben Kooperationen mit der Philip Seymour Hoffman’s LABrynth Theater Company, Matisyahu, dem Hip-Hop-Duo Black Sheep leitet er eigene Formationen wie Nir Felder 4 und Big Heat.
Im Bereich des Jazz war er zwischen 2005 und 2020 an 40 Aufnahmesessions beteiligt.

## Diskografische Hinweise
Solo
- Golden Age (Okeh 2014)
- II (2020), mit Matt Penman Jimmy Macbride[3]

Als Gastmusiker
- Greg Osby, 9 Levels (2008)
- Rob Mosher, Rob Mosher's Storytime: The Tortoise (2008)
- David Weiss & Point of Departure, Snuck In (2010)
- Alper Yılmaz, Over the Clouds (2010)
- Sylent Running, Empathy Chip (2010)
- Bobby Selvaggio, Grass Roots Movement (2011)
- Le Bœuf Brothers, In Praise of Shadows (2011)
- Terri Lyne Carrington, Money Jungle: Provocative in Blue (2013)
- Tony Grey, Elevation (2013)
- The Brian Landrus Kaleidoscope, Mirage (2013)
- Ken Thomson & Slow/Fast - Settle (2014)
- David Weiss & Point of Departure, Wake Up Call (2017)
- Ziv Ravitz, No Man Is An Island (2019)
- Mike Holober & The Gotham Jazz Orchestra: This Rock We’re On: Imaginary Letters (Palmetto, 2024)